# Lycaeides haefelfingeri
Lycaeides haefelfingeri är en fjärilsart som beskrevs av Beuret 1935. Lycaeides haefelfingeri ingår i släktet Lycaeides och familjen juvelvingar. Inga underarter finns listade i Catalogue of Life.